# Nikita van der Vliet
Nikita van der Vliet (* 14. März 2000 in Zaandam) ist eine niederländische Handballspielerin.

## Karriere

### Im Verein
Nikita van der Vliet spielte bis 2020 für VOC Amsterdam, wo sie 2017, 2018 und 2019 die Meisterschaft gewann. 2020 unterschrieb sie einen Vertrag beim dänischen Erstligisten Nykøbing Falster Håndboldklub. In der Saison 2022/23 stand sie mit Nykøbing im Finale der EHF European League. 2023 wechselte sie zum Ligakonkurrenten Odense Håndbold. Mit Odense Håndbold gewann sie 2025 die dänische Meisterschaft.

### In Auswahlmannschaften
Mit der Jugend-Nationalmannschaft nahm sie an der U18-Weltmeisterschaft 2018 teil und belegte den 7. Platz. Dabei wurde sie Torschützenkönigin des Turnieres und als beste Kreisläuferin in das All-Star-Team gewählt. Mit den Juniorinnen gewann sie die Silber-Medaille bei der U19-Europameisterschaft 2019. Mit der A-Nationalmannschaft nahm sie an der Europameisterschaft 2020 und 2022 teil, wo sie jeweils den 6. Platz belegten. Weiterhin nahm sie mit den Niederlanden an der Weltmeisterschaft 2023 teil und schloss das Turnier auf dem fünften Platz ab. Im darauffolgenden Jahr nahm sie an den Olympischen Spielen in Paris teil.